# Relações entre Canadá e Vietnã
As relações entre o Canadá e o Vietnã referem-se às relações bilaterais entre os dois países. Ambas as nações são membros da Cooperação Econômica Ásia-Pacífico, da Organização Internacional da Francofonia e da Organização das Nações Unidas.

## História
O Canadá e o Vietnã compartilham uma história comum no fato de que ambas as nações faziam parte do império colonial francês. Durante a Guerra do Vietnã, o Canadá permaneceu oficialmente neutro, embora tenha havido assistência mútua periodicamente. No entanto, com relação ao Vietnã, o Canadá era membro da Comissão Internacional de Controle que supervisionava a implementação dos Acordos de Genebra e forneceu forças de paz no Vietnã. Houve baixas ao longo do caminho. Após a queda de Saigon, de 1979 a 1980, o Canadá admitiu 60.000 refugiados do Vietnã.
Em 1973, o Canadá e o Vietnã estabeleceram relações diplomáticas. Em setembro de 1976, o Vietnã abriu uma embaixada em Ottawa, mas a embaixada foi fechada em 1981. O Vietnã reabriu sua embaixada em Ottawa em 1990. Em 1994, o Canadá abriu uma embaixada residente em Hanói.
Em novembro de 1994, o primeiro-ministro canadense, Jean Chrétien, fez uma visita oficial ao Vietnã, o primeiro chefe de governo canadense a fazê-lo. Em junho de 2005, o primeiro-ministro vietnamita, Phan Văn Khải, tornou-se o primeiro chefe de estado vietnamita a visitar o Canadá. Desde as visitas iniciais, houve várias visitas de alta importância entre líderes e ministros das relações exteriores de ambas as nações. As visitas recentes incluem o primeiro-ministro canadense, Justin Trudeau, que fez uma visita ao Vietnã para participar da 29ª Cúpula da APEC em Hanói, em novembro de 2017. Em junho de 2018, o primeiro-ministro Nguyễn Xuân Phúc fez uma visita ao Canadá para participar da 44ª Cúpula do G7 em La Malbaie.
Em 2018, as duas nações comemoraram 45 anos de relações diplomáticas.

## Visitas de Estado
| Visitas de Estado do Canadá para o Vietnã - Primeiro-ministro Jean Chrétien (1994, 1997) - Ministro das Relações Exteriores André Ouellet (1995) - Ministro das Relações Exteriores John Manley (2001) - Primeiro-ministro Stephen Harper (2006) - Ministro das Relações Exteriores Lawrence Cannon (2010) - Governador-Geral David Johnston (2011) - Ministro das Relações Exteriores John Baird (2013) - Ministro das Relações Exteriores Stéphane Dion (2016) - Primeiro-ministro Justin Trudeau (2017) | Visitas de Estado do Vietnã para o Canadá - Vice-primeiro-ministro Phan Văn Khải (1994) - Ministro das Relações Exteriores Nguyen Manh Cam (1998) - Primeiro-ministro Phan Văn Khải (2005) - Vice-primeiro-ministro Truong Vinh Trong (2007) - Vice-presidente Nguyễn Thị Doan (2008) - Ministro das Relações Exteriores Phạm Gia Khiêm (2009) - Primeiro-ministro Nguyễn Tấn Dũng (2010) - Ministro das Relações Exteriores Phạm Bình Minh (2014) - Primeiro-ministro Nguyễn Xuân Phúc (2018) |

## Acordos bilaterais
As duas nações assinaram vários acordos, como o Acordo de Cooperação Econômica e Tecnológica entre o Vietnã e Quebec (1992); o Acordo de Cooperação para o Desenvolvimento (1994); o Acordo de Comércio (1995); o Acordo para Evitar a Dupla Tributação e Prevenir a Evasão Fiscal com Respeito aos Impostos sobre a Renda (1997); o Memorando de Entendimento sobre Desenvolvimento de Serviços e Infraestrutura (2000); o Memorando de Entendimento sobre Projeto de Política de Assistência (2001); o Acordo sobre Transporte Aéreo (2004); e o Acordo sobre Adoção (2005).

## Comércio
Em 2018, o Canadá e o Vietnã assinaram o Acordo Abrangente e Progressivo para a Parceria Transpacífica, juntamente com outras nações do Círculo do Pacífico. Em 2018, o comércio bilateral entre as duas nações totalizou US$ 6,4 bilhões. O Vietnã tem sido o maior parceiro comercial do Canadá na região da Associação de Nações do Sudeste Asiático desde 2015. As áreas prioritárias no Vietnã para os interesses comerciais canadenses são agricultura, educação, tecnologias de informação e comunicação, tecnologia limpa, infraestrutura e aeroespacial.

## Missões diplomáticas

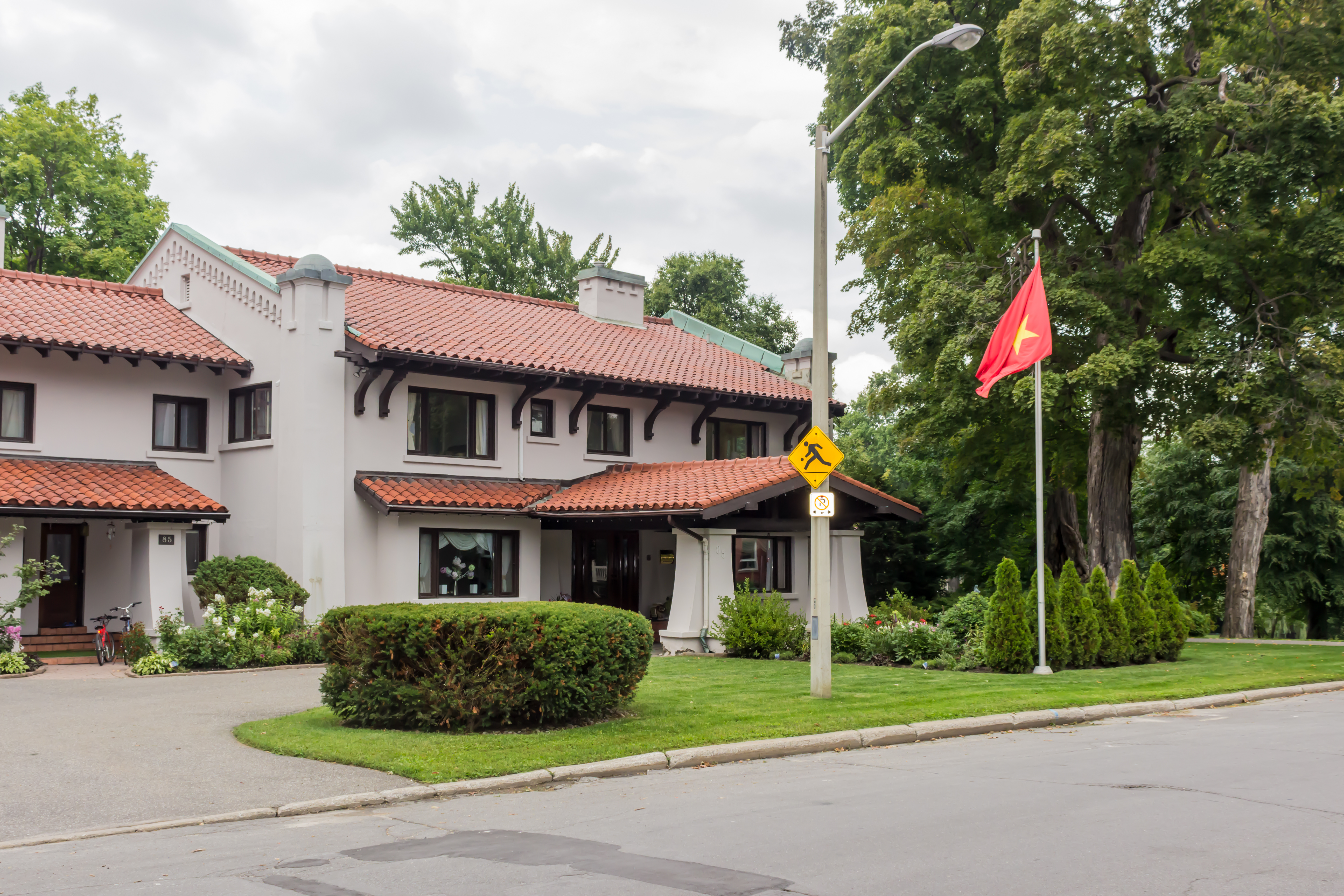
Residência da Embaixada do Vietnã em Ottawa

- O Canadá tem uma embaixada em Hanói e um consulado geral na Cidade de Ho Chi Minh.[5]
- O Vietnã tem uma embaixada em Ottawa e um consulado geral em Vancouver.[6]

### Embaixadores vietnamitas na América do Norte
- Trần Kim Phượng (1974-1975, residente em Washington, D.C., até a Queda de Saigon)
- Nguyễn Quốc Tân (1974-1975, Encarregado de Negócios, residente em Ottawa, até a Queda de Saigon)